# Plan B (duet producencki)
PLAN B – polski duet producencki, w skład którego wchodzą członkowie i współzałożyciele grupy Sistars – Bartek Królik i Marek Piotrowski, powstał w 2007 roku. W latach poprzednich muzycy działali pod nazwą Sisquad.

## Dyskografia
- Sistars – EP (2004, Dżej Dżej Music/Warner Music Poland)[1]
- Numer Raz, DJ Zero – Muzyka, bloki, skręty (2004, Wielkie Joł)[2]
- Natalia Kukulska – Sexi Flexi (2007, Pomaton EMI)[3]
- Agnieszka Chylińska – Modern Rocking  (2009, Pomaton EMI)[4]
- Numer Raz – Ludzie, maszyny, słowa (2009, Wielkie Joł)[5]